# Walenty Lewandowski

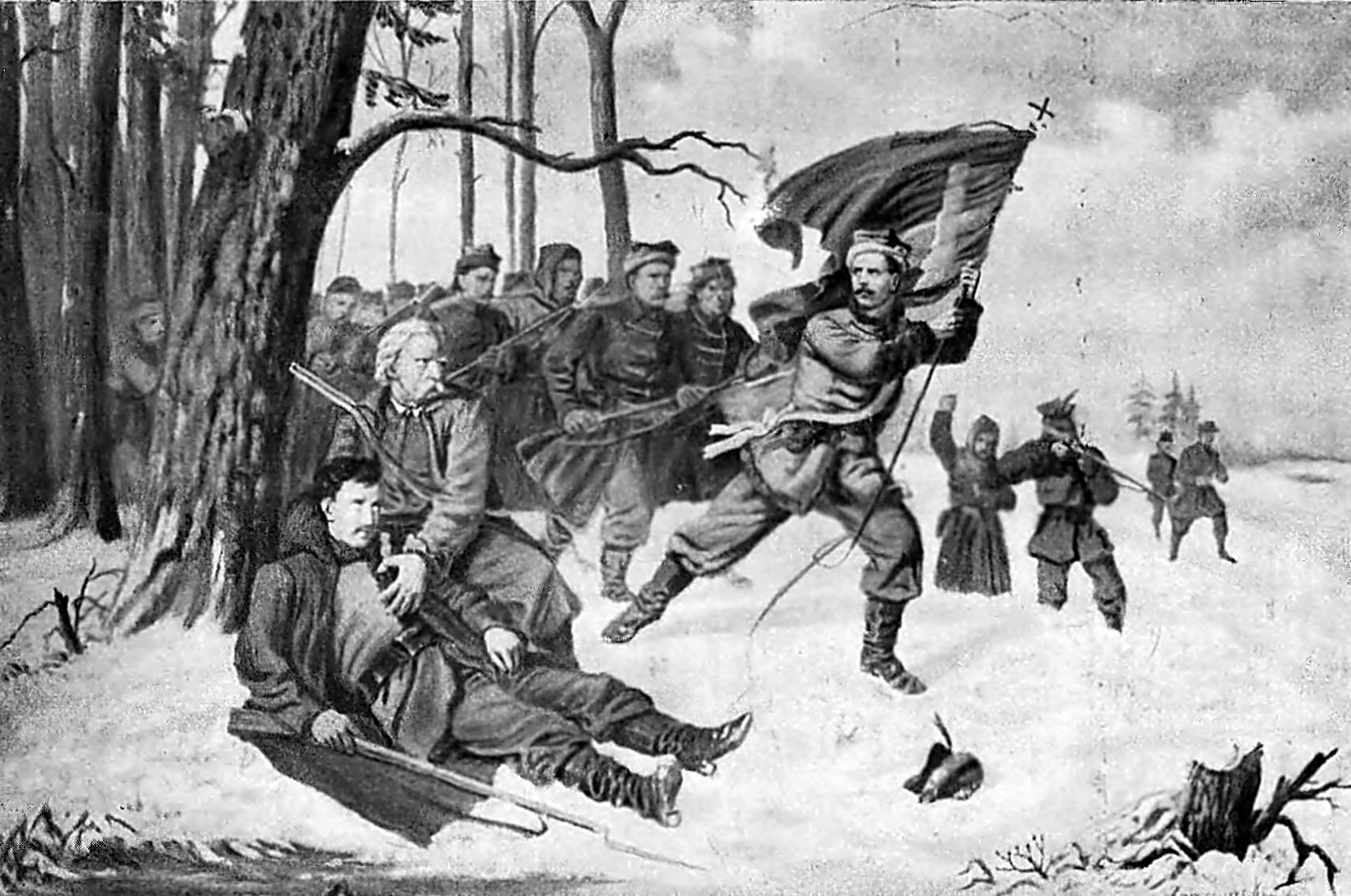
Walenty Lewandowski na czele swojego oddziału

Walenty Teofil Lewandowski (ur. 17 lutego 1823 w Łaskarzewie – zm. 22 stycznia 1907 w Warszawie – komisarz wojenny województwa podlaskiego i dowódca powstania styczniowego na Podlasiu, uczestnik powstania węgierskiego 1848 roku. Brat stryjeczny księdza Wawrzyńca Lewandowskiego.

## Życiorys
Syn Wawrzyńca, garncarza z Łaskarzewa i Jadwigi z Rajewskich. W 1848 uciekł z Królestwa Kongresowego, w Rzeszowie wziął udział w działalności Rady Narodowej. Na Węgrzech zaciągnął się do Legionu Polskiego. Kampanię zakończył jako podporucznik artylerii. Internowany przez Turków, wszedł w skład sekcji Towarzystwa Demokratycznego Polskiego. Po krótkim pobycie w Anglii, w 1851 przeniósł się do Paryża. W wyborach do Centralizacji w 1855 uzyskał 22 głosy, objął sekretariat sekcji Batignolles. W 1857 został profesorem języka polskiego w Szkole Polskiej na Montparnasse. W czasie wojny francusko-włoskiej w 1859 r. został sekretarzem Tymczasowej Komisji Jednoczącej się Emigracji. W 1861 ogłosił odezwę Do emigracji, opowiadając się za zakonspirowaniem przygotowań do wybuchu powstania.
Komitet Centralny wezwał go w grudniu 1862 do przyjazdu do kraju, a 5 stycznia 1863 mianował go naczelnikiem wojennym województwa podlaskiego w stopniu pułkownika. 
Operował na Podlasiu i w Białostockiem. Walczył pod Stokiem Lackim (23 stycznia), Łaskarzewem (28 stycznia). Po niepowodzeniu w bitwie pod Siemiatyczami, stoczył bitwy pod Woskrzenicami (17 lutego) i Sycyną (21 lutego). W łukowskiem połączył się z oddziałem księdza Stanisława Brzóski. Po bitwie pod Różą, kilkakrotnie ranny, 24 marca dostał się do rosyjskiej niewoli. Namiestnik Fiodor Berg zamienił mu karę śmierci na osiedlenie na Syberii bez praw. W 1865 wszedł w porozumienie ze spiskowcami rosyjskimi co do oderwania Syberii od Rosji. Po wykryciu spisku w 1866 więziony przez dwa lata. Przeniósł się  do Irkucka. W 1877 powrócił do kraju.
Pochowany na Starych Powązkach w Warszawie (kw. 207, rz. 2, g. 25).